# Bayer Giants Leverkusen
Bayer Giants je košarkaška momčad sportskog društva TSV Bayer 04 Leverkusen iz Leverkusena.

## Uspjesi
FIBA Regional Challenge - konferencija Sjever
- Finalist: 2003.

Prvak Njemačke / Zapadne Njemačke
- 1970., 1971., 1972., 1976., 1979., 1985., 1986., 1990., 1991., 1992., 1993., 1994., 1995., 1996.

Pobjednik Kupa Njemačke / Zapadne Njemačke
- 1970., 1971., 1974., 1976., 1979., 1986., 1987., 1990., 1991., 1993., 1995.

## Klupske legende
- Detlef Schrempf
- John Best

## Linkovi
- TSV Bayer 04 Leverkusen - nogometni klub
- www.leverkusen.com/bayer04/  Arhivirana inačica izvorne stranice od 27. veljače 2007. (Wayback Machine)